# Dieter Henrich
Dieter Henrich (Marburg, 5. siječnja, 1927.) je njemački filozof.
Studirao filozofiju između 1946. i 1950. u Marburgu, Frankfurtu i Heidelbergu. Profesor na sveučilištima u Berlinu i Heidelbergu. Gostujući profesor na američkim sveučilištima Harvard i Columbia. U svojem se mišljenju nastavlja na tradiciju klasičnog njemačkog idealizma, osobito Kanta i Fichtea. U središtu njegovog zanimanja je fenomen samosvijesti.

## Glavna djela
- Hegel im Kontext. Frankfurt: Suhrkamp, 1971.
- Der Grund im Bewußtsein. Untersuchungen zu Hölderlins Denken (1794/95). Stuttgart: Klett-Cotta, 1992. ISBN 3-608-91613-X (2. erw. Aufl. 2004)
- Versuch über Kunst und Leben. Subjektivität - Weltverstehen - Kunst. München: Carl Hanser, 2001. ISBN 3-446-19857-1
- Fixpunkte. Abhandlungen und Essays zur Theorie der Kunst. Frankfurt: Suhrkamp, 2003. ISBN 3-518-29210-2
- Grundlegung aus dem Ich. Untersuchungen zur Vorgeschichte des Idealismus. Tübingen - Jena 1790-1794. Frankfurt: Suhrkamp, 2004. ISBN 3-518-58384-0
- Die Philosophie im Prozeß der Kultur. Frankfurt: Suhrkamp, 2006. ISBN 978-3-518-29412-3

## Vanjske poveznice
- Stranica Dietera Henricha s Bibliografijom  Arhivirana inačica izvorne stranice od 30. rujna 2007. (Wayback Machine) (na njemačkom jeziku)